# 1326 Losaka
Az 1326 Losaka (ideiglenes jelöléssel 1934 NS) a Naprendszer kisbolygóövében található aszteroida. Cyril Jackson fedezte fel 1934. július 14-én, Johannesburgban.